# Henri Olive-Tamari
Pour les articles homonymes, voir Olive (homonymie).
Henri Olive-Tamari, né le 11 août 1898 à La Seyne-sur-Mer et mort le 15 novembre 1980 à Toulon, est un peintre, graveur, céramiste et poète français, qui signa toujours Olive Tamari. 

## Biographie
Henri Jean François Olive naît le 11 août 1898 à La Seyne-sur-Mer. Son père, Lazare Olive, fut directeur du journal Le Petit Marseillais, agence de Toulon, où il tint jusqu'au lendemain de la grande guerre le plus gros dépôt de presse du var. Il était, tout comme sa mère, née Marie Jeanne Reynaud, originaire de Marseille.

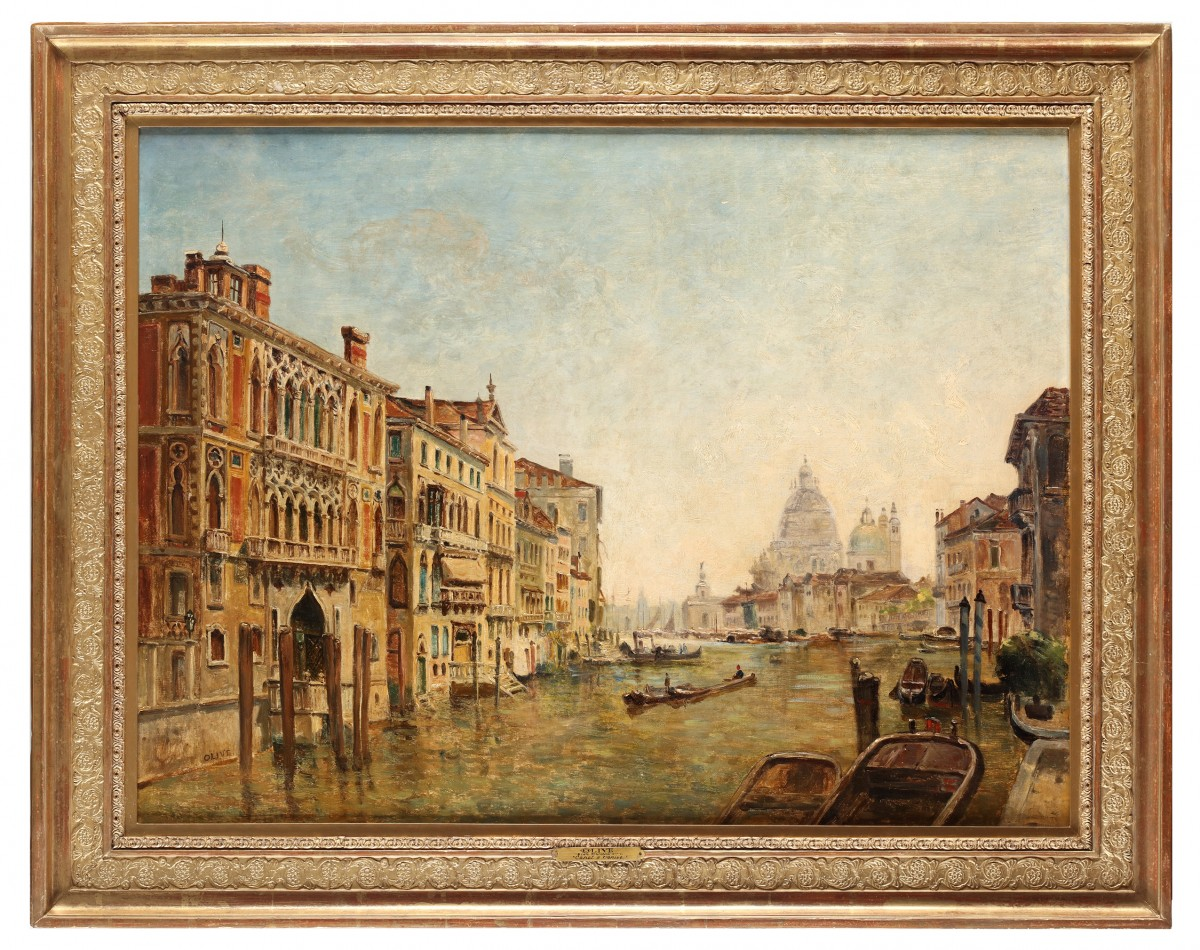
Une vue d'un canal à Venise.

Initié très jeune à la peinture sur le motif par son ami Laurent Mattio, il le rejoint à Paris en octobre 1920 en compagnie du peintre toulonnais Marius Echevin, après la terrible épreuve du front pour lequel il s'était engagé en avril 1917. Ses deux amis rentreront rapidement à Toulon et Henri Olive restera dans l'ancien atelier de Mattio, N° 77, rue Denfert-Rochereau en plein cœur de Montparnasse, jusqu'en 1973. Il fréquente alors le milieu bouillonnant et cosmopolite des arts et des lettres du Paris des Années Folles, et se lie d'amitié notamment avec Émile Othon Friesz, André Derain, Moïse Kisling, Tienne Morillon, qui influenceront durablement son art pendant l'entre-deux-guerres. De même, il fréquente certains cercles littéraires de la capitale tels Le Divan et Le Balcon à Saint-Germain-des-Prés, et devient l'intime de nombreux écrivains, poètes et journalistes : Francis Carco, André Salmon, Philippe Chabaneix, Luc Estang, Georges Bernanos, Roger Colombani, Maurice Chapelan, Jean-Louis Vaudoyer, Paul Morand...
Il se forme en copiant les Maîtres au musée de Louvre. Les primitifs flamands, Rembrandt, Chardin, Courbet, Daumier, Puvis de Chavanne seront ses inspirateurs.
De ces deux décennies et demie de peinture exclusivement figurative (portraits, paysages naturalistes, sujets sociaux et natures mortes), on peut distinguer trois périodes : une période dite "grise" aux tons assourdis (1920 à 1927 environ), une période lumineuse aux tons chauds, dite "flamande", où éclate le talent de portraitiste du peintre (de 1928 à 1935 environ), une période au trait plus épuré, où se lit l'influence de Derain. Puis son art va évoluer vers un genre allégorique aux sujets mystico-bibliques qu'Olive Tamari appellera « expressionniste surréel », correspondant à ses années de doute de l'immédiat avant-guerre, des heures sombres du conflit, ainsi que de crises personnelles (1936-1946).

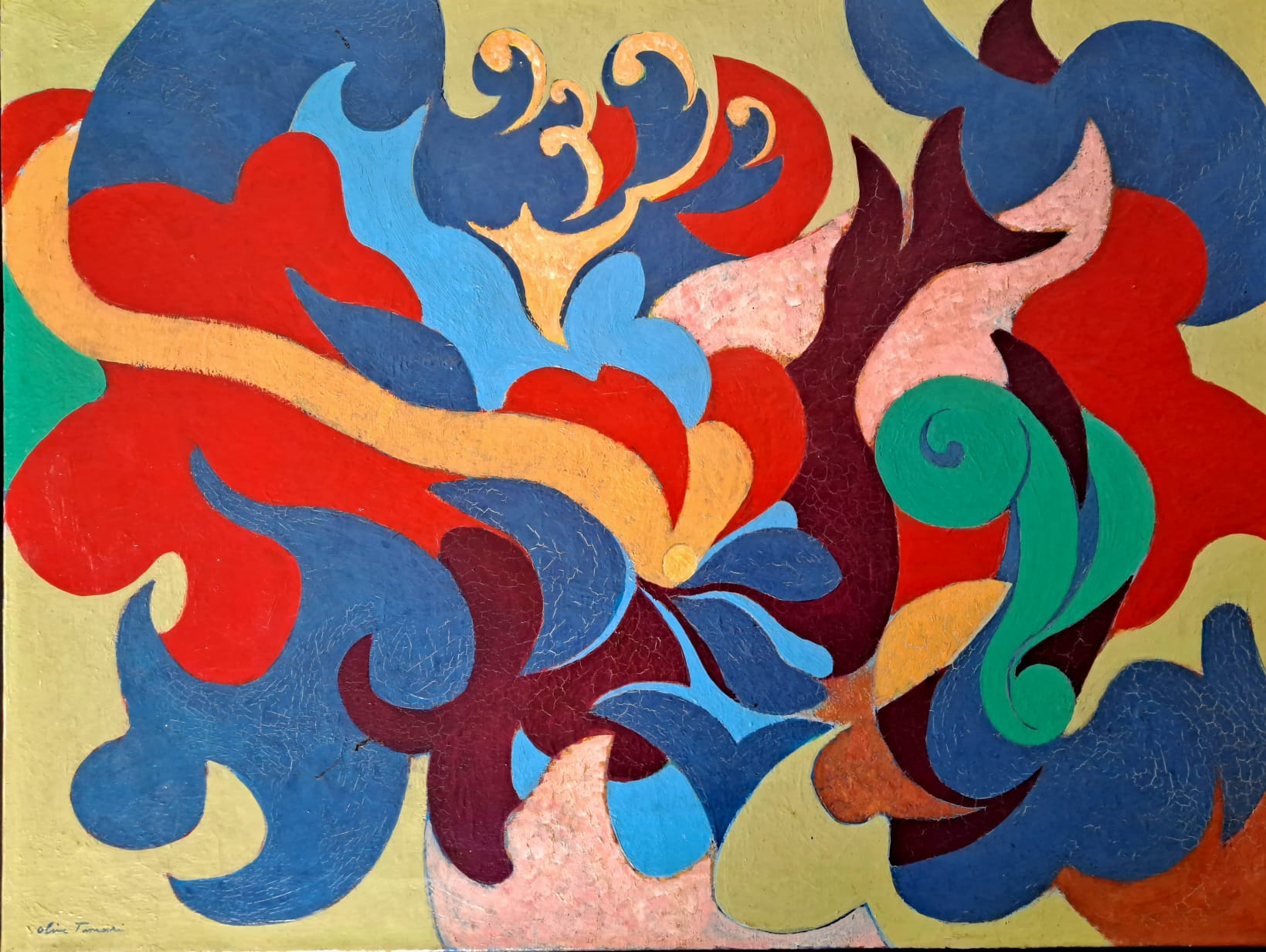
Peinture à l'huile - Henri Olive-Tamari.

Parallèlement il avait installé, dès 1921-22, un deuxième atelier à Toulon, au n° 14, rue Anatole France, dans lequel il peignait de mai à septembre. Cet atelier, dit « l'atelier de la Place d'Armes », allait vite devenir un foyer actif et renommé de la vie culturelle de la région toulonnaise et du sud-est, véritable caravansérail selon la formule du journaliste Charles Lévy. À la fois atelier d'artistes, salon littéraire, refuge pour âmes en peine (Chapelan, Decaris, mais aussi d'anonymes sans-abris !...) c'est de plus un lieu festif, où vont se côtoyer pendant 20 ans, officiers de marine, sportifs, jeunes modèles, personnalités politiques, journalistes, petites gens du peuple. On peut citer parmi les acteurs de cette intense vie culturelle locale, les peintres José Mange, Gabriel Biancheri, Jacinto Salvado, Simon Segal, Pierre Dionisi, Albert Decaris, Olympe Silvy, Léon Sabatier, Marius Echevin, Henri Pertus, Laurent Mattio ; les poètes Léon Vérane, Albert Flad ; les Toulonnais Django Reinhardt, Raimu, les familiers, venus de Paris pour la plupart : Jean Lurçat, Albert Marquet, André Lhote, Alice Khon et les visiteurs occasionnels, Paul Valéry, Jean Cocteau, Thomas Mann, Paul Morand. Ainsi que ceux de Montparnasse cités ci-dessus.
De cet entre-deux-guerres riche et prolifique jalonné de plus de trois mille toiles, les témoignages décrivent Olive Tamari comme un homme ouvert, généreux, tolérant, profondément humaniste, comme un homme séduisant à la conversation brillante, et comme un artiste talentueux qui force l'admiration de ses pairs et de ses commanditaires.
Henri Olive-Tamari épouse Jeanne Mireille Olga Baudin le 15 juin 1940 à Toulon. Elle décéde à 42 ans, en février 1947, le laissant sans enfant.
Se rapprochant alors de ses amis de Paris Auguste Herbin, Félix Del Marle et Henri-Jean Closon, il s'oriente vers la peinture abstraite géométrique et rejoint le mouvement abstrait des Réalités Nouvelles. Il entra au Comité Directeur du prestigieux Salon International des Réalités Nouvelles en 1950 et en devint le Secrétaire Général en décembre 1953. Il démissionnera du mouvement en mars 1955, à la suite de sa rétrospective personnelle très critiquée à la Galerie Bernheim-jeune.
Dès lors, tout en gardant son atelier parisien de Montparnasse et ses réseaux, il se consacrera sans relâche au développement de la vie artistique locale et à l'École des Beaux-Arts de Toulon dont il sera l'emblématique directeur de 1955 à 1968. Il sera enfin à l'origine de nombreuses expositions et manifestations artistiques de haut niveau dans sa ville de résidence et dans de nombreuses villes en France et à l'étranger (Paris, Bordeaux, Lyon, Aix-en-Provence, Cannes, Bourges, Pologne, Italie…)
Dès 1955, il s'essaye avec talent au modelage et à la céramique, ainsi qu'à la gravure, pour laquelle il ouvre un atelier illustre, rue Charles-Poncy à Toulon, d'où sortiront des milliers de lithographies et d'eaux-fortes à la technique très maîtrisée. C'est dans les deux dernières décennies de sa vie (de 1960 à 1980) qu'Olive Tamari va affirmer une manière et une inspiration picturales oniriques et parfois proches de l'abstraction lyrique, où dominera le profond bleu Tamari qui restera dans la mémoire collective sa marque de fabrique. De cette période résulteront de grandes et somptueuses compositions au travers desquelles les thèmes de la mort, de l'amour, de la guerre, de l'enfance, de la protection de la mer et de la nature sont récurrents.
Il se révèle être de plus un poète prolifique avec la parution de 1957 à 1980 de dix volumineux recueils de poèmes lumineux et colorés, authentiques compléments de son œuvre picturale et plastique, dont ils célèbrent les mêmes thèmes.
En avril 1975, il fait donation à sa ville natale de La Seyne-sur-Mer d'une série de 20 toiles, véritable testament pictural, en vue de la création d'une fondation et d'un lieu permanent d'exposition qui n'a pu aboutir avant sa disparition.
Il meurt le 15 novembre 1980, la cérémonie funèbre eut lieu à l’église Saint-Louis de Toulon et le peintre fut inhumé au cimetière de la Seyne-sur-Mer.

## Collections publiques
- Ce monde rouge et bleu s'il paraît noir, huile sur toile de couleur noire, musée de Grenoble[6]
- Coin de table, 1925, musée des Beaux-Arts de Lyon[7]
- Le sabordage de la flotte à Toulon, 1948, musées de Moscou
- L'Enfant anxieux, 1955, musée des beaux-arts de Lyon[8]
- Portrait de Jacques Toesca, Aups, musée Simon Segal[9].
- L'Olivade, La baignade à La Seyne, Musée des comtes de Provence, Brignoles
- Nature morte, musée municipal, Toulon

## Expositions
- Galerie Alfred Poyet, Lyon, 1921-23-24-26
- Salon du Sud-est, Lyon, de 1922 à 1925 et 1943
- Salon des Indépendants, Salon des artistes français,Paris, de 1922-23-24-25
- Galerie Emile Martin, Paris, décembre 1929
- "Société des Amis des Arts", Toulon 1929
- Galerie de l'université, Paris, 1930
- Galerie "Le Balcon", Paris 1932,-35
- Galerie "Le Trident", Toulon, 1933
- Exposition internationale des arts et des techniques appliquées à la vie moderne, exposition universelle, Paris, 1937
- Galerie "Le Beau navire", Paris, 1939
- 1er salon de l'Art Vivant, Toulon, 1941
- 2e salon de l'Art Vivant, Toulon, 1942
- Salon de l'Art Vivant comité national des intellectuels, Toulon, 1945
- Exposition de groupe des peintres et sculpteurs toulonnais, Toulon,1947
- Galerie "de Paris", Paris, décembre 1948
- Galerie "La Gentilhommière", du 02 au 17 avril 1949, Paris
- "Exposition-itinéraire Olive Tamari", Toulon 1949
- Exposition de groupe "De l'art figuratif à l'art spatial", Palais de la bourse, Toulon, 1950
- Exposition de groupe internationale d'art abstrait, Cannes, 1952
- Exposition de groupe, Galerie Suzanne Michel, avec Marcelle Cahn, Michel Leroy, Robert Fontené, Mary Webb, Lempereur Haut, Gilbert Besançon, juin 1953[10].
- Exposition de groupe, Galerie Suzanne Michel, avec Nina-Negri, Gilbert Besançon, Marvin Israëls, Robert Fontené, Michel Leroy, Lempereur-Haut, novembre 1953[11].
- Galerie Bernheim-Jeune, Paris, mars 1955
- Exposition du Groupe "Structures", Toulon, 1958
- "Olive Tamari", Librairie-galerie "le soleil dans la tête", Paris, 1960
- Salon des Réalités Nouvelles, Paris, de 1949 à 1960
- "Olive Tamari", Galerie Jean-Claude de Chaudun, Paris 1960
- Galerie Michel Boutin, Saint-Tropez, septembre 1961
- "Mois des arts, ville de La Seyne", La Seyne-sur-mer, 1962
- XIV Salon de l'Académie du var, 1962
- 1er salon de la côte d'azur de gravure, Cannes, 1962
- Galerie "La mansarde", Les Brotteaux, 1962
- "Olive Tamari", peintures-gravures", Galerie "Le lutrin", 1967
- "Lithographies et estampes", Bourges, La chancellerie, 1968
- " Les poètes-eaux fortes", Galerie "jean et Michel Breton" Paris, 1971
- Exposition collectives "Les abstraits", Chateauvallon, Ollioules, 1969
- Exposition collective "peintres et sculpteurs abstraits de Toulon", La Seyne-sur-mer, 1971
- Galerie "Louis XIII", Hyères, 1973
- Salon de peinture et de sculpture XVe festival, Toulon, 1971
- Salon de peinture et de sculpture XXIIIe festival, Toulon, 1973
- Salon international d'art, Toulon, 1974-75-76
- Rétrospective "Olive Tamari", La Seyne-sur-mer, 1975-77
- "Olive Tamari expose la Méditerranée" Hôtel Sheraton, Paris, mars 980
- « Olive-Tamari (1898-1980) », Toulon, Espace Peiresc, novembre 1990[12]

## Publications, illustrations
- Léon Vérane, frontispice de "Bars", Revue Les Facettes, Toulon, 1928
- Marcel Ormoy, frontispice pour "La flamme et le secret", Éditions La Muse française, 1929
- Albert Flad,"Le feu dérobé", collection de l'Ermitage, Paris 1930
- Luc Estang, "Au delà de moi-même", poésies, 1938
- Luc Estang, "Olive Tamari", Collection" Les maîtres de demain" dirigée par Francis Carco, Sequana édition, Paris, 1944
- Luc Estang, frontispice pour "Les béatitudes", Gallimard, Paris, 1945
- Luc Estang, "Le poème de la mer" avec 14 illustrations d'Olive-Tamari, Éditions GLM, 1950[13]
- Marius Bruno, frontispice pour "La petite espérance", 1950
- Jourdan, "Midi à mes portes", Un dessin hors texte, Éditions Seghers, 1951
- Marius Bruno, "L'amour et les hommes", portrait de l'auteur, Éditions Signes du temps, 1952
- René Massa, "Les poèmes", illustré par Olive tamari, Serge Varaud et Robert Meiffret, éditions Ritme, Toulon,1952
- François Cruciani, "Cette enveloppe tout en peau", 2 lithographies, éditions Delf, Paris, 1953
- André Martel, "Abstaral suivi de la colliodyssée", poèmes paralloïdres, éditions Ritme, Toulon, 1954
- Pierre Caminade, " L'arrière-pays ", 10 poèmes illustrés de 10 lithographies d'Olive Tamari, Éditions Vacance, 1956.
- Poèmes, choix de seize poèmes de Léon Vérane calligraphiés et accompagnés de seize lithographies d'Eugène Baboulène, Henri Bertrand-Arnoux, Gabriel Cotel, Paul-M. David, Pierre-Henri Dumas, Louis Férec, Albert Janin, Laurent Mattio, Jean-Gérard Mattio, Victor Nicolas, Georges Obled, Henri Olive Tamari, Georges Palmieri, Henri Pertus, Léon Sabatier, Salvado. Préface de Joseph Paoli. Presse lithographique de l’École des Beaux-Arts de Toulon, 1957.
- Pierre Caminade, "La mer vive", ouvrage expérimental, couverture d'Olive Tamari, Romefort et Morlot, Marseille, 1957
- H. André et F Cagliolo, "Les îles d'or, terres de lumière", éditions de la Foux, Draguignan, 1957
- Léon Vérane, hommage, ouvrage collectif, École des Beaux-Arts de Toulon, 1957
- Marius Bruno, "Prés du silence", Jean Grassin éditeur, Paris, 1958
- Léon Vérane, "Complainte pour les mauvais garçons", dessin de couverture, Seghers, Paris, 1961
- Robert Ganzo, "Olive Tamari", les cahiers de Pascal Reyvolte, 5 dessins originaux et 6 reproductions, Paris, 1961
- Charles Levy, "L'atelier d'Olive Tamari" avec 31 dessins d'Olive-Tamari, Éditions Le Soleil dans la tête, Paris, 1960.
- Collectif, "Profils poétiques des pays latins", 2 dessins, Henri de Lescoet, 1962
- François Cruciani, "Les moyens du bord", 7 lithographies, éditions de l'espadon, six-Fours-les-plages, 1962
- André Martel, "Gorgomar", 6 eaux fortes, éditions le Paralloïdre, Vincennes, 1962
- Pierre Béarn, "Passantes", 8 illustrations au pochoir, éditions Zodiaque, Paris, 1964
- René Deroudille, "Présence d'Olive Tamari", 4 eaux fortes, éditions le Soleil bleu, Vincennes,1966
- Olive Tamari, "Don Quichotte", cahier de 12 eaux fortes en couleurs, Le Soleil bleu, Vincennes 1966[14].
- R.J. Charpentier, "Les chemins d'outre silence", 2 eaux fortes, éditions Points et contrepoints, Paris, 1967
- Olive Tamari, "Humilis". Germain Nouveau, Album de 12 eaux fortes en couleurs, Le Soleil bleu, 1967[15].
- Olive Tamari, "Hommage aux poètes", 2 cahiers-albums contenant chacun 12 eaux fortes en couleur, Ed. des Amis de la poésie, 1969-1971[16] (1969 : Pierre Bearn, Alain Bosquet, Pierre Caminade, François Cruciani, Luc Estang, Jacinto-Luis Guereña, Saint-John Perse, Léon Vérane ; 1970 : Pierre Emmanuel, André Martel, Claude Kottelanne ; 1971 : Jean Rousselot).
- Olive-Tamari, "Noir et bleu", poèmes, Éditions Vacance, 1957.
- Olive Tamari, "Tout est Icare", poème, édition Rythmes, 1960
- Olive Tamari, "Couleurs du silence", poèmes, le Soleil bleu, 1961
- Olive Tamari, "Michel Ragon, l'unijambiste", pamphlet, 1963
- Olive Tamari, "Le Grand voyage de la mer", poèmes, Éditions Le Soleil Bleu, 1964.
- Olive Tamari, "Je me retiens au mur qui tombe", Poèmes, Éditions Le Soleil Bleu, 1980.
- Olive Tamari, "Les pinceaux roses de chairs", Poèmes", Éditions les soleil bleu, 1972.
- Olive Tamari, "Vous aimiez la mer", Poèmes", Éditions le soleil bleu.
- Olive Tamari, "C'est bon l'aspirine", Poèmes, Éditions Le soleil bleu, 1973.
- Olive Tamari, "Ici la mer prend fin", Poèmes", Éditions Le soleil bleu, 1977.édition de l'auteur, Toulon, 2017
- Olive Tamari, "cette mer qui allaitait l'aurore", Poèmes, Éditions Le Soleil bleu, Vincennes, 1980.
- Fanny Secondi "La peinture dans l'œuvre poétique d'Olive Tamari", mémoire de maîtrise en lettres modernes, université de Toulon et du Var, septembre 2000
- Mireille Pinsseau, "Les Peintres en Provence et sur la Côte d'Azur pendant la Seconde Guerre mondiale". Éditions La Thune, Marseille, 2004.
- Thierry Siffre-Alès, "Olive Tamari, l'œuvre graphique", 2015, édition de l'auteur
- Thierry Siffre-Alès, "Olive Tamari, biographie en bleu majeur", 2016, édition de l'auteur